# Progressione geometrica

La somma della progressione geometrica di ragione 1/2 (pari a 2), può essere illustrata graficamente come somma di aree

In matematica, una progressione geometrica o successione geometrica (detta talvolta, impropriamente, anche serie geometrica, vedi sotto) è una successione di numeri tali che il rapporto tra un elemento ed il suo precedente sia sempre costante. Tale costante è detta ragione della successione. 
In generale sarà
{\displaystyle a_{2}=a_{1}r;a_{3}=a_{2}r=a_{1}r^{2};...;a_{n}=a_{n-1}r=a_{1}r^{n-1}}
dove r ≠ 0 è la ragione e {\displaystyle a_{1}} è il primo termine della successione. 

## Formule
Le progressioni geometriche hanno il vantaggio di fornire alcune semplici formule per il calcolo dei termini che le compongono. 
Il termine n-esimo può essere infatti definito come
{\displaystyle a_{n}=a_{1}\,r^{n-1}}
dove {\displaystyle a_{1}} è il primo termine della successione.
La ragione è di conseguenza
{\displaystyle r=\left({\frac {a_{n}}{a_{1}}}\right)^{1/(n-1)}\quad {\mbox{per }}n>1}
e il primo termine della successione vale
{\displaystyle a_{1}={\frac {a_{n}}{r^{n-1}}}.}

## Esempi
Una successione di ragione 2 e fattore di scala 1 è
1, 2, 4, 8, 16, 32, ....
Una successione di ragione 2/3 e fattore di scala 729 è
729 (1, 2/3, 4/9, 8/27, 16/81, 32/243, 64/729, ....) = 729, 486, 324, 216, 144, 96, 64, ....
Una successione di ragione −1 e fattore di scala 3 è
3 (1, −1, 1, −1, 1, −1, 1, −1, 1, −1, ....) = 3, −3, 3, −3, 3, −3, 3, −3, 3, −3, ....
Una progressione geometrica non nulla mostra una crescita esponenziale o un decadimento esponenziale. In particolare se
- {\displaystyle r=1}, il risultato è costante e vale a,
- {\displaystyle r=-1}, il risultato oscilla tra a e -a,
- {\displaystyle r>1}, si ha una crescita esponenziale verso infinito (positivo),
- {\displaystyle r<-1}, si ha una crescita esponenziale verso infinito (con un'oscillazione tra valori positivi e negativi).
- {\displaystyle -1<r<1}, si ha un decadimento esponenziale verso zero.
- {\displaystyle r=0}, il risultato è zero.

Si confrontino questi risultati con quelli di una progressione aritmetica, la quale mostra una crescita (o una diminuzione) lineare (es. 4, 15, 26, 37, 48, ....). Si noti che i due tipi di progressione sono strettamente connessi: applicando il logaritmo ai termini di una progressione geometrica si ottiene una progressione aritmetica.

## Applicazioni
Si osserva facilmente che una progressione geometrica soddisfa la seguente condizione
{\displaystyle a_{n}=r\,a_{n-1}.}
interpretabile come una equazione alle differenze finite, di cui una progressione di rapporto comune r è soluzione.
L'equazione precedente si ritrova in molti modelli di crescita esponenziale. Ad esempio, il numero di individui in una colonia di batteri che si duplicano ad intervalli di tempo costanti segue una progressione geometrica di ragione 2.

## Serie geometrica
Il termine serie geometrica è riservato alla somma di infiniti termini di una progressione geometrica (con fattore di scala unitario)
{\displaystyle \sum _{k=0}^{\infty }r^{k}=r^{0}+r^{1}+r^{2}+r^{3}+...}
mentre la scrittura sottostante è detta somma parziale dei primi n termini della serie o ridotta n-esima della serie:
{\displaystyle \sum _{k=0}^{n}r^{k}=r^{0}+r^{1}+r^{2}+r^{3}+...+r^{n}}
La formula chiusa che esprime la somma della ridotta n-esima di una serie geometrica di ragione r può essere ottenuta nel seguente modo: si moltiplica l'espressione per il fattore (1-r) ottenendo
{\displaystyle (1-r)\sum _{k=0}^{n}r^{k}=1(1-r)+r(1-r)+r^{2}(1-r)+...+r^{n}(1-r)=1-r+r-r^{2}+r^{2}-r^{3}+...+r^{n}-r^{n+1}}
poiché tutti i termini del membro a destra dell'equazione, ad eccezione di 1 e {\displaystyle r^{n+1}}, si annullano fra loro, posto {\displaystyle r\neq 1}, si può dividere per (1-r), ottenendo
{\displaystyle \sum _{k=0}^{n}r^{k}={\frac {1-r^{n+1}}{1-r}}}
Quindi, nel caso in cui {\displaystyle |r|<1}, per {\displaystyle n\to \infty } si ha {\displaystyle r^{n}\to 0}, pertanto per una serie geometrica (convergente) si può scrivere
{\displaystyle \sum _{k=0}^{\infty }r^{k}={\frac {1}{1-r}}}